# Günter Czichowski
Günter Czichowski (* 15. März 1942 im Landkreis Wismar; † 20. Februar 2022 in Greifswald) war ein deutscher Mathematiker und Fußballspieler beim Zweitligisten BSG Einheit / Kernkraftwerk Nord Greifswald.

## Fußballspieler
Czichowski spielte bereits als Schüler bei der Betriebssportgemeinschaft (BSG) Traktor im mecklenburgischen Zurow Fußball. Abitur und Studium unterbrachen bis 1965 seine fußballerischen Aktivitäten. Nach dem Abschluss des Studiums und Übernahme einer Assistentenstelle an der Ernst-Moritz-Arndt-Universität Greifswald 1965 nahm er den Fußballsport wieder auf und schloss sich dem zweitklassigen DDR-Ligisten Einheit Greifswald an. Dort bestritt er am 3. Oktober 1965 sein erstes Zweitligaspiel als Linksaußen in der Begegnung BSG Einheit Greifswald – BSG Motor Babelsberg (0:1). Czichowski hatte sich zu einem ungünstigen Zeitpunkt den Greifswaldern angeschlossen, denn nach einer desolat geführten Saison stieg die BSG Einheit im Sommer 1966 in die drittklassige Bezirksliga Rostock ab. Danach dauerte es zwei Jahre, ehe der Wiederaufstieg gelang. In diesen beiden Jahren avancierte Czichowski zu einem der besten Stürmer in der Bezirksliga, 1966/67 schoss er 19 und 1967/68 27 Tore. In den folgenden DDR-Liga-Spielzeiten war Czichowski als Standard-Linksaußen der erfolgreichste Angreifer der Greifswalder BSG, die sich ab 1968 „Kernkraftwerk Nord“ nannte. Seine letzte DDR-Liga-Saison absolvierte er 1971/72, in der er noch einmal in 19 von 22 ausgetragenen Punktspielen zum Einsatz kam und seine letzten beiden Tore erzielte. In seinen fünf DDR-Liga-Spielzeiten hatte er 116 von 138 möglichen Punktspielen absolviert und dabei 33 Tore erzielt.

## Wissenschaftler
Czichowski legte an der Arbeiter-und-Bauern-Fakultät in Halle (Saale) das Abitur ab. Nach einem praktischen Jahr in Leuna begann er ein Mathematikstudium an der Humboldt-Universität in Ost-Berlin. Als Diplom-Mathematiker kam er 1965 an die Ernst-Moritz-Arndt-Universität nach Greifswald. Dort wurde er an der Sektion Mathematik Oberassistent und 1969 unter Helmut Boseck mit der Dissertation Zur Darstellungstheorie von Gruppen zweireihiger Matrizen mit Koeffizienten aus einem endlichen kommutativen Ring mit Einselement zum Doktor der Mathematik (Dr. rer. nat.) promoviert. Im Verlauf der Neubesetzung aller Professuren nach der Wende wurde Czichowski im Oktober 1992 die Professur für Computeralgebra der Mathematisch-Naturwissenschaftlichen Fakultät der Greifswalder Universität übertragen. Er hatte die Professur bis März 2005 inne.

## Werke
- mit H. Boseck: Grundfunktionen und verallgemeinerte Funktionen auf topologischen Gruppen. I.: Math. Nachr. 58 (1973), 215–240. II.:  Math. Nachr. 66 (1975), 319–332.
- mit H. Boseck, K. Rudolph: Analysis on topological groups—general Lie theory. With German, French and Russian summaries. Teubner-Texte zur Mathematik, 37. BSB B. G. Teubner Verlagsgesellschaft, Leipzig, 1981.
- Lie theory of differential equations and computer algebra, Sem. Sophus Lie 1 (1991), no. 1, 83–91.
- Hausdorff und die Exponentialformel in der Lie-Theorie, Sem. Sophus Lie 2 (1992), no. 1, 85–93.
- Geometrical aspects of SL(2)-invariant second order ordinary differential equations, Sem. Sophus Lie 3 (1993), no. 2, 231–236.
- A note on Gröbner Bases and Integration of Rational Functions, J. Symbolic Comput. 20 (1995), no. 2, 163–167.